# バスレーン

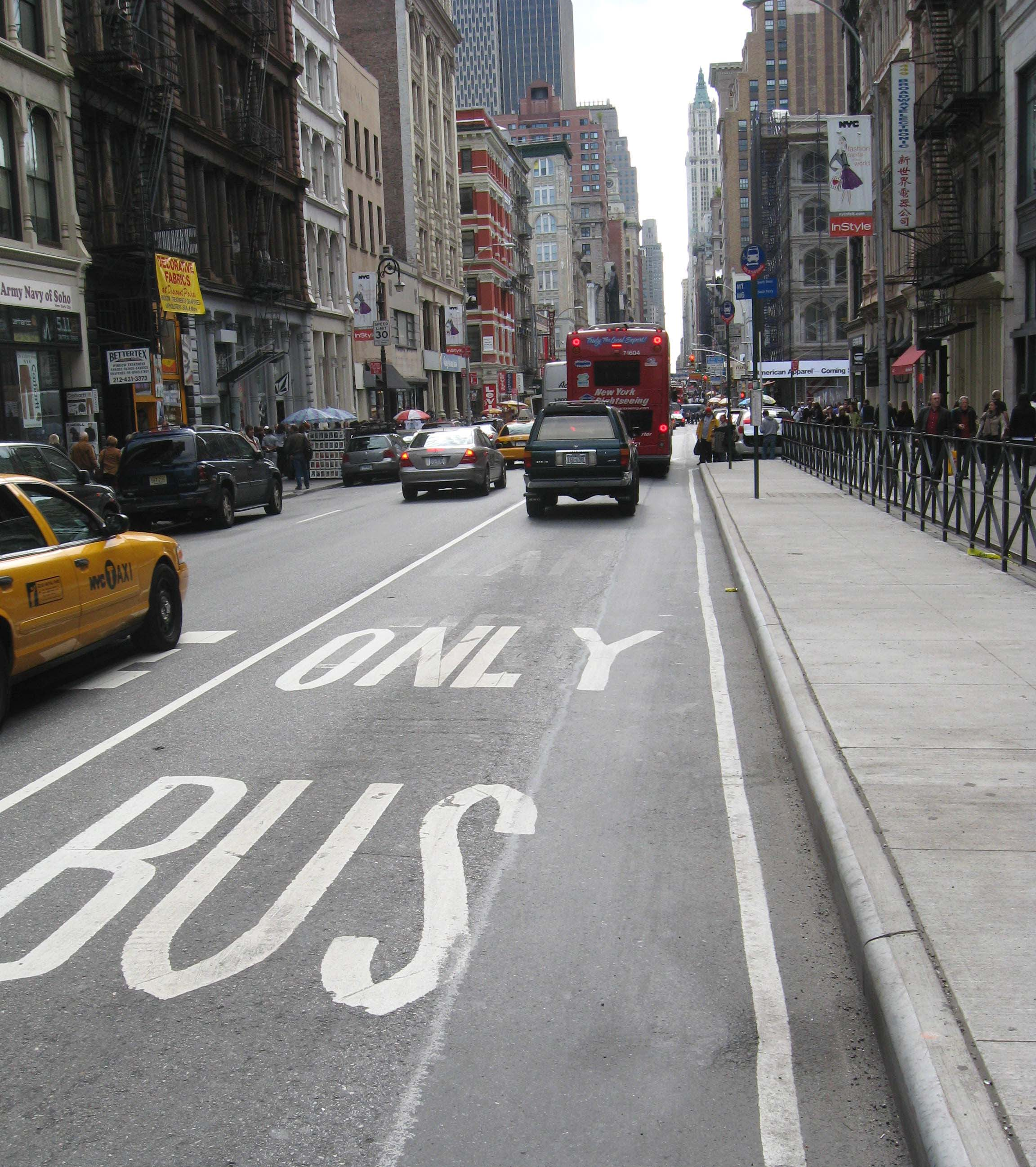
ブロードウェイのバスレーン。"BUS ONLY (バス専用) "と英語で示されている。

バスレーンは、バス専用の走行空間のうち、道路上に物理的な区分までは設けていないが、路線バス等が専用または優先して走行できる車線。バス専用の走行空間のうち物理的に区分されている道路はバス専用道路として区別される。

## 日本におけるバスレーン

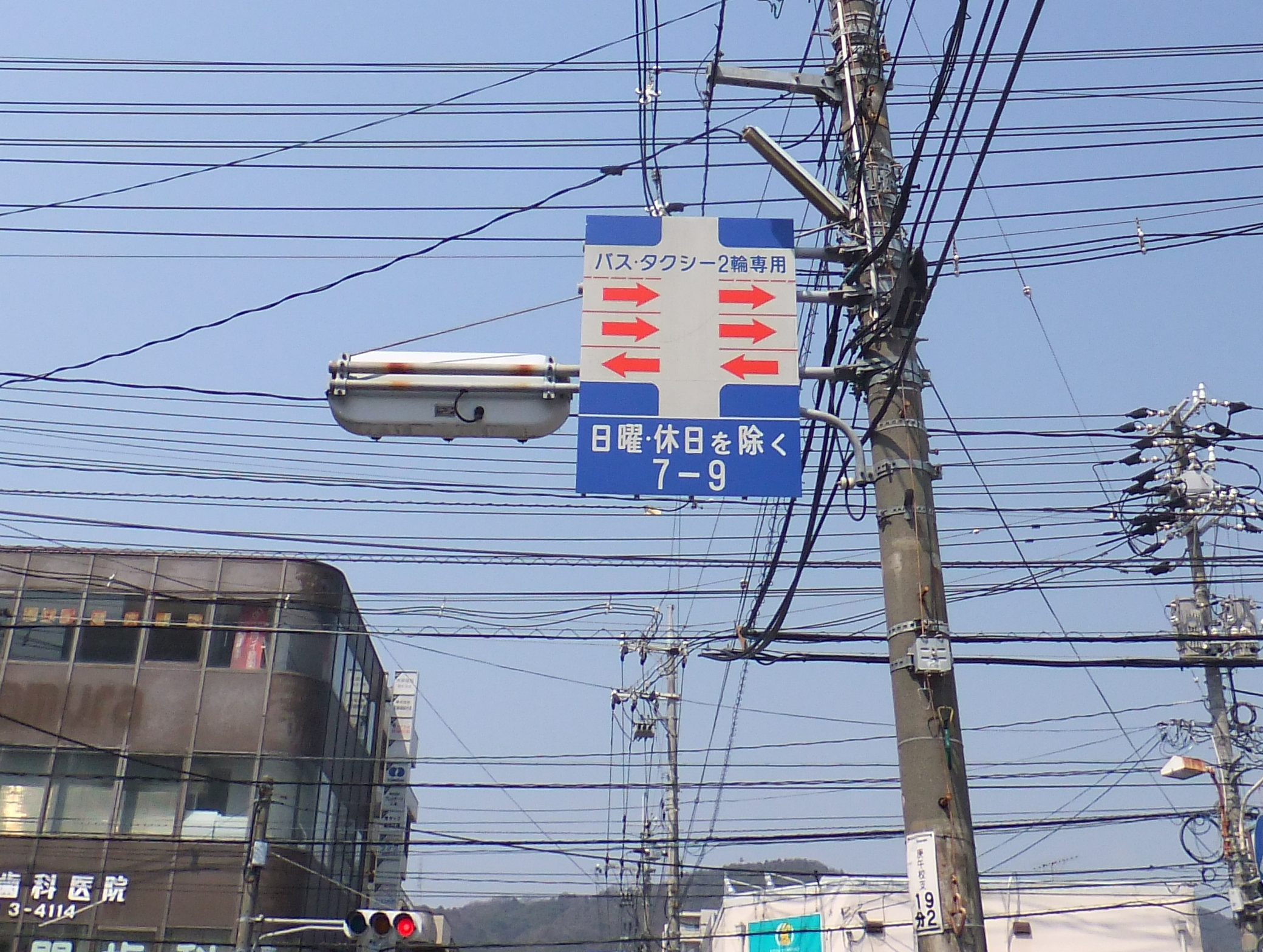
リバーシブルレーン規制とセットで運用される、広島市西区・宮島街道のバスレーン（その後廃止）。宮島街道は通常片側2車線であるところを、規制時間帯は広島市内方面3車線（うちバス・タクシー・二輪車専用1）、廿日市方面1車線として運用された

日本では、バスレーンは道路交通法で定められており（多くはラッシュ時など渋滞が起こりやすい時間帯のみに設定）、「バス専用レーン」と「バス優先レーン」の2種類がある。また、リバーシブルレーン規制とセットで行っている道路もある。警察庁資料によると、1997年3月末時点で日本国内にあるバス専用・優先レーンと専用道路は1,486区間で総延長2,233キロメートルにのぼる。なお、日本の高速道路上は設置されていない。
日本のバスレーンは、道路の左側車線に設置するのが一般的だが、名古屋市では道路の中央寄りにバスレーンを設置している路線がある。左側車線は路肩の駐停車など交通渋滞の影響を受けやすいが、中央レーンはこれらに加えて左折車両の影響も受けず、また方向別信号制御により右折する一般車両と交錯しないように制御されている。以上から定時性を向上させられる利点がある。ただし、バスレーンに中央レーンを利用する場合は、道路幅員が25メートル程度以上必要なことから、道幅の狭い道路が多い日本国内ではこの方式は他の地方にはあまり普及していない。
東京都では1970年3月に初めて目黒通り、玉川通り、青梅街道の三カ所に優先レーンが設置された。設置により玉川通りの渋谷 - 三軒茶屋間で通過時間が三割近く短縮されたことから、設置する区間が拡大されていった。

### バス専用レーン

専用通行帯の標識。一般的には左端の車線に設けられる。

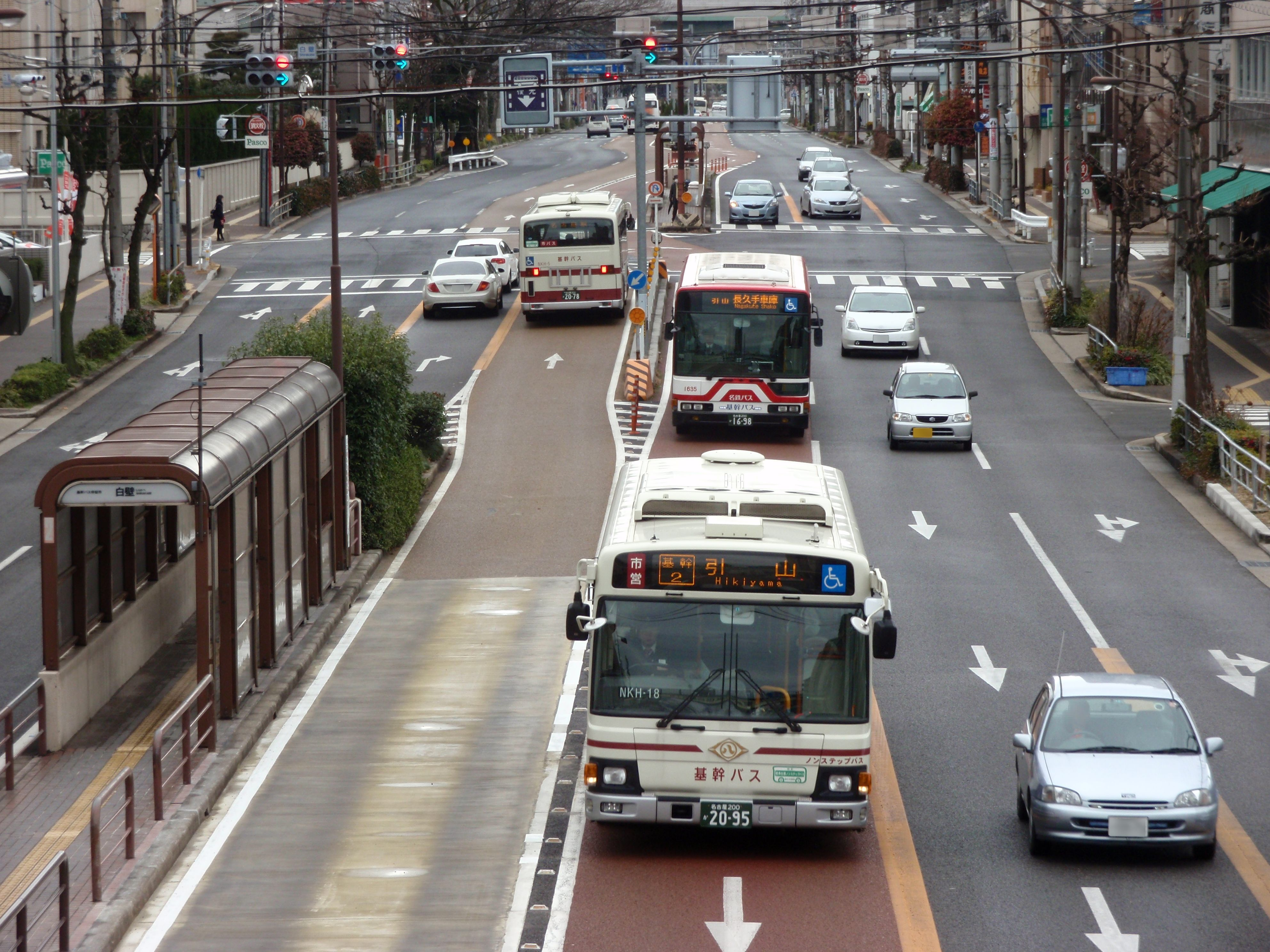
名古屋市・基幹バスの中央走行式バス専用レーン。区間部分は路面の色が塗り分けられている。

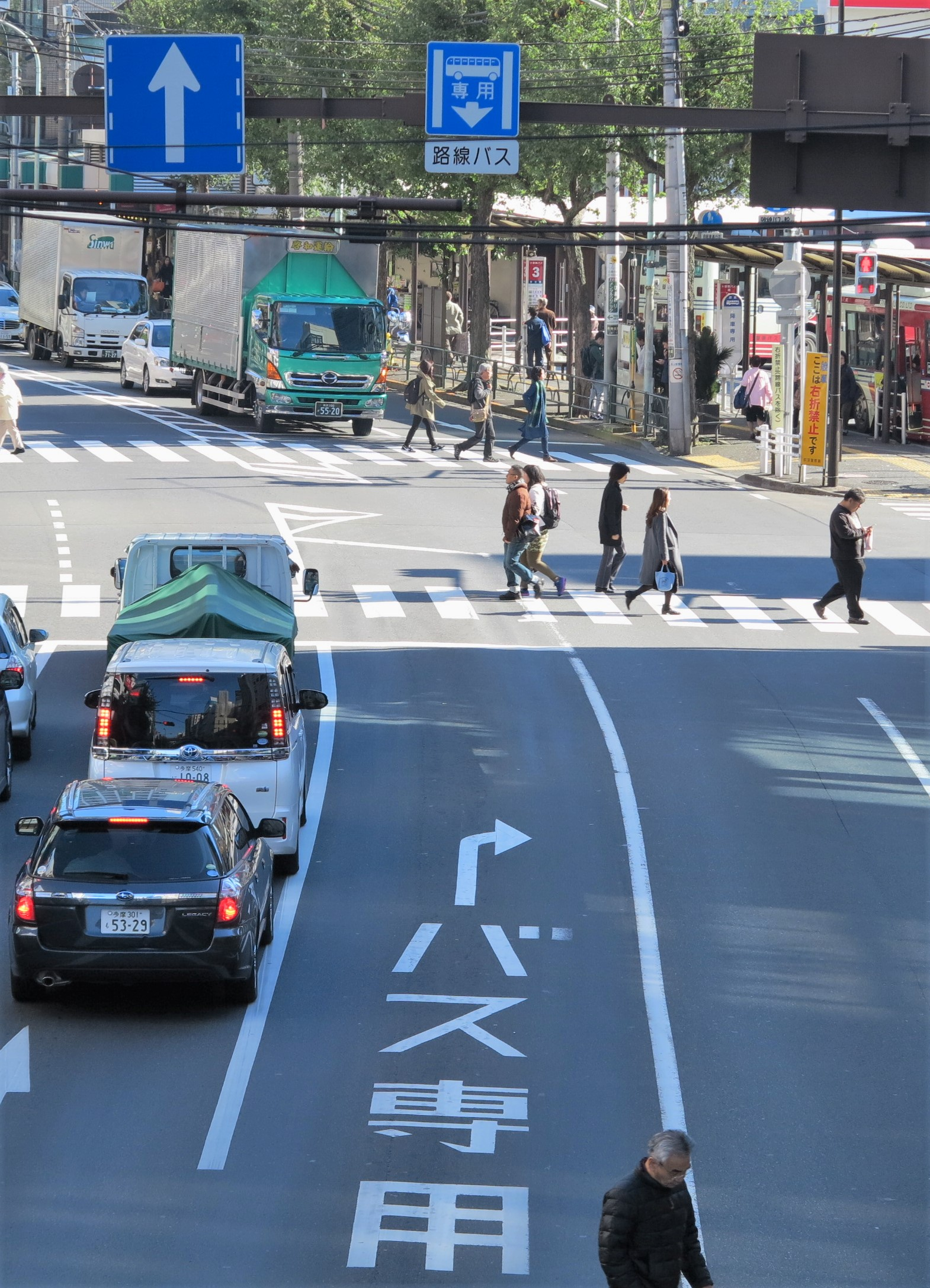
杉並区・荻窪駅前のバス専用右折レーン。駅ロータリーの一般車進入を制限し、そこへ入る右折車線をバス専用とする事例もある。

「路線バス」 専用の車線である。基本的には文字通り路線バスに限り通行可能である。また、路線バス自身も原則としてバス専用レーンだけを通行可である（後述の車線通行の例外 に該当する場合を除く）。
ただし、自転車を含む軽車両、原動機付自転車および小型特殊自動車はこの規制の対象外である。軽車両や原動機付自転車などは、別途の規制や車線通行の例外 がなければ、依然として第1通行帯（最左車線）を通行することとなる。それら以外の一般の自動車は、バス専用レーン以外の車線を通行しなければならない。
なお、車線通行の例外に該当する場合には、全ての車両はバス専用レーンとは無関係に、その例外規則に従い通行しなければならない。
専用対象となる「路線バス」 は、補助標識により指定されることが一般的である。補助標識に「通学・通園バス」、「通勤送迎バス」 や「二輪」、「自二輪」 とある場合は、それらの車両も含まれる（補助標識で指定されていない場合には、含まれない）。
対象自動車は地域によっては運用が異なり、路線バス以外にもタクシー・ハイヤーなどの通行が認められているケース（「実車」に限る場合もある）や、一定人数以上乗車している自動車も通行可能なケースもみられる（補助標識または公安委員会規則 による）。
バス専用レーンが設けられる道路には、終日、バス専用レーンが設けられている道路と、朝夕のラッシュ時など時間帯を限定してバス専用レーンが設定される道路がある。また、日曜・休日、更には土曜も施行しない場合が多い。
2020年東京オリンピック・パラリンピックの関係車両はバス専用レーンは特例で通行が可能である。

### バス優先レーン

路線バス等優先通行帯の標識

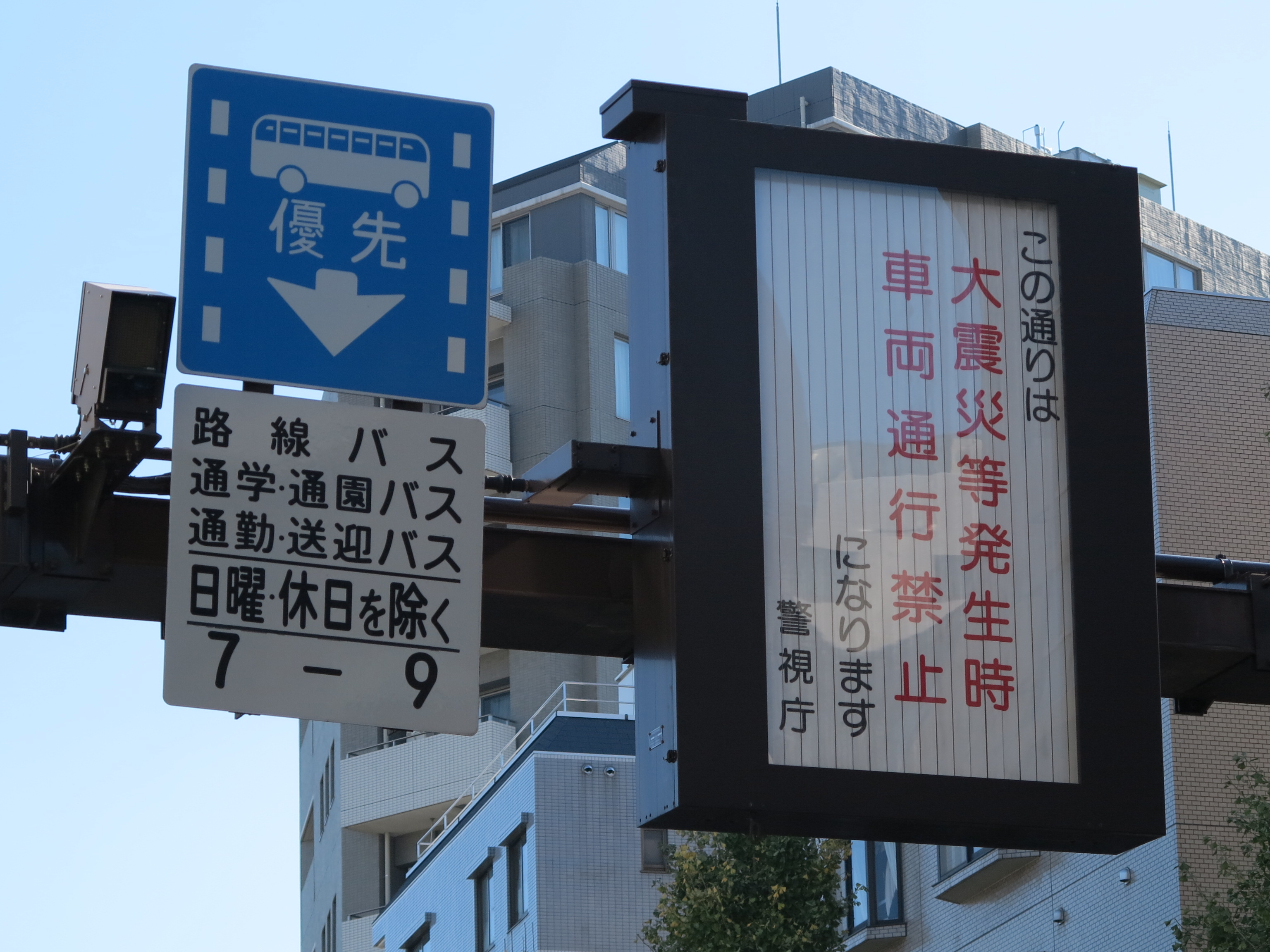
青梅街道のバス優先レーン標識。この場所では路線バスと通学・通園バスの他、通勤や送迎に供用するバスも優先レーンを通行できる。

「路線バス等」が優先通行できる車線である。バス専用レーンと異なり最初から「路線バス等」と規定され対象が拡大されている（後述）。なお、バス専用レーンと異なり、「路線バス等」は、バス優先レーンの通行は任意である。
バス専用レーンと異なり、路線バス等以外の自動車も通行可能であるが、バス優先レーン上で後方から路線バス等が接近してきた時は、できるだけ速やかに優先レーンの外に出て、道を譲らなければならない。また渋滞等により優先レーンの外に出られなくなる可能性がある場合には、最初から優先レーンを通行してはならない。
ただし、「路線バス等」自身と、自転車を含む軽車両、原動機付自転車はこの規制の対象外であるため、別途の規制や車線通行の例外 がなければ、依然として第1通行帯（最左車線）を通行することとなる。
なお、バス専用レーンにおける多くの場合と異なり、優先レーンでは原則として自動二輪車 も優先レーンの規制対象となる。バス専用レーンでは補助標識等により「二輪」「自二輪」も指定する事が多いが、バス優先レーンでは指定されない事が通常であり、自動二輪車も規制対象となる。（ただし、バス優先レーンの標識に「二輪を除く」などの補助標識がある場合、自動二輪車も規制対象外となる。）
また、別途の規制や車線通行の例外 に該当する場合には、全ての車両はバス優先レーンとは無関係に、その例外規則 に従い通行しなければならない。
専用対象となる「路線バス等」は、路線バス、通学・通園バス、その他公安委員会が指定した事業用自動車 が対象となる。対象自動車が地域によって運用が異なるケースについては、公安委員会規則 やその他公安委員会が定める規則などにより規定される。
バス優先レーンがある道路は、朝夕ラッシュ時の渋滞する時間帯にのみバス優先レーンが設定されている場合が多い。一方で朝夕のラッシュ時などをバス専用レーンとしそれ以外の日中の時間帯をバス優先レーンとする場合もある。

### バスカメラによるバスレーン違法走行等の監視
都市部では、バスレーンの違法走行及び違法駐停車により、路線バスの円滑な運行が妨げられるという問題が発生している。そこで、1975年にバスレーン、1978年に感応式バス優先信号を導入した浜松市・遠州鉄道は、1998年3月のバスレーンカラー舗装化・光ビーコン式バス優先信号を導入した際、道路上の電光掲示板に警告表示を行い排除するシステムを設置している。そして、2005年12月より、西日本鉄道の一部路線を走行する車両にバスカメラを搭載してバスレーンを違法走行等している車両を撮影し、その車両の使用者に警告文書を発する等の対策を行っている。これにより、路線バス運行の円滑化のみならず、マイカーから路線バスへの利用転換による環境やエネルギー問題の改善も図られている。なお、2006年2月より東急バスと西武バスの、2007年2月より京王電鉄バスと関東バスの各一部路線でも実施されている。2008年2月より東京都交通局の一部路線でも行われているほか、東急バスでは実施路線がさらに1路線追加されている。

## 欧米におけるバスレーン

### イギリス
ロンドンでは、全道路網1万3600キロメートルのうち205キロメートルのバスレーンを整備している。専用レーンは赤色に塗り分けられ、バスのほかタクシー・自転車の通行が認められているが、オートバイを含む一般車両の通行は認められていない。バスの背面にはその旨に加え、違反すると80ポンドの罰金が科されるという表示がなされている。レーン内に侵入する一般車両に対しては、バスの運転手は大音量の警笛を鳴らしてこれを排除しているほか、監視カメラを使った取り締まりが効果を上げている。

### HOVレーン
北米にはHOVレーン（High Occupancy Vehicle）と呼ばれるバス及び多人数が乗車している車両の走行を優先する車線があり高速道路等に設定されている。

### 自転車通行空間としてのバスレーン
ロンドン やエディンバラ などの都市では、バスレーンが自転車の走行空間としても活用されている。一般車両の通らないことから交通量が少ないこと、バスと自転車の速度差が少ないこと、バスの運転手はプロに限られること、バスは前方の見通しがよいことなどから、バスレーンを走行することは一般レーンに比べて自転車にとっての安全性確保に有効であると指摘されている。
バスレーンを通行中の自転車利用者にアンケート調査を行なった2004年の研究は、自転車利用者がバスレーンについて、その地区の一般的な道路環境より安心感が高く、移動時間も短縮できると評価していることを明らかにしたが、バスドライバーへの聞き取りでは、標準的なバスレーンの幅員（3m）はバスが自転車と共存するには狭すぎる、自転車利用者が交通ルールを守らないことに憤りを感じている、などの回答を得ている。
この研究を始めとする従来のバスレーン擁護論に対しては、調査対象が現にバスレーンを走っている一部の自転車利用者に限られており、潜在的な自転車利用者の意向が考慮されていないこと、自転車の利用を促進して子供やお年寄りなども含む多数の自転車利用者がバスレーンを走るようになった場合、バスの運行に深刻な支障が出る可能性があることなどが指摘されている。
ロンドン市交通局の2012年の調査では、バスレーンは利用意向度の点で、他の自転車インフラ（幅の狭い簡易自転車レーン、正式な自転車レーン、車道外の自転車道）よりも低い評価を受けている。
バスレーンが自転車の対自動車事故のリスクを下げるかどうかについては、まだほとんど研究されていない。2018年の研究では、他の環境因子の影響を取り除いた場合、バスレーンがあってもなくても自転車利用者の負傷リスクに有意差はないと報告されている。
自転車とバスは平均速度こそ近いものの、バスの方が最高速度が高く停車時間も長いため、両者は頻繁に追い抜きあい、混在通行させれば互いに足を引っ張る関係になると指摘されている。
こうした問題からイギリスでは近年、バス停を歩道側から迂回できるように自転車道を整備して、バスと自転車の錯綜を解消する例が徐々に増えている。

## 韓国におけるバスレーン
高速道路では、京釜高速道路の新灘津インターチェンジから瑞草インターチェンジまでの134.8キロメートルの区間は中央分離帯から外側一車線をバス専用レーンとしている。青色の実線で塗装されている（出入部は破線）。バス専用レーンを通行できる自動車は、9人乗以上の乗合自動車（ただし、12人乗以下の乗合自動車は6人以上乗車していること）とされる。適用時間は土曜日9時から21時まで（両方向）、日曜日・祝日・旧正月・秋夕9時から21時まで（釜山方向）、9時から23時まで（ソウル方向）となる。
また、ソウル市内ではバス・ラピッド・トランジットを指向し、2004年以降は「バス中央車路制」として主要道路にバス専用レーンとバス停の整備を行った。

## 台湾におけるバスレーン

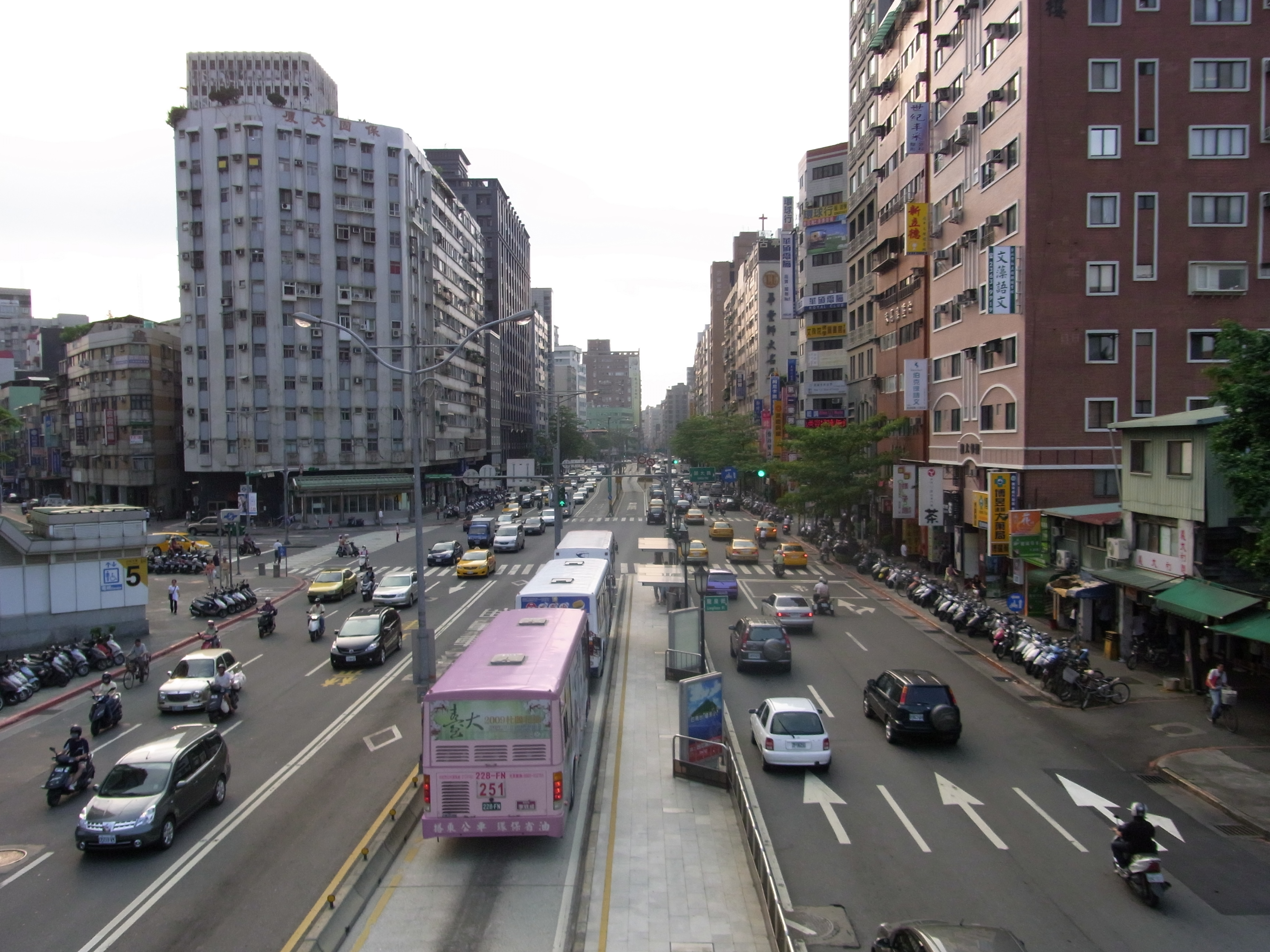
台湾・台北市のRoosevelt Roadのバスレーン

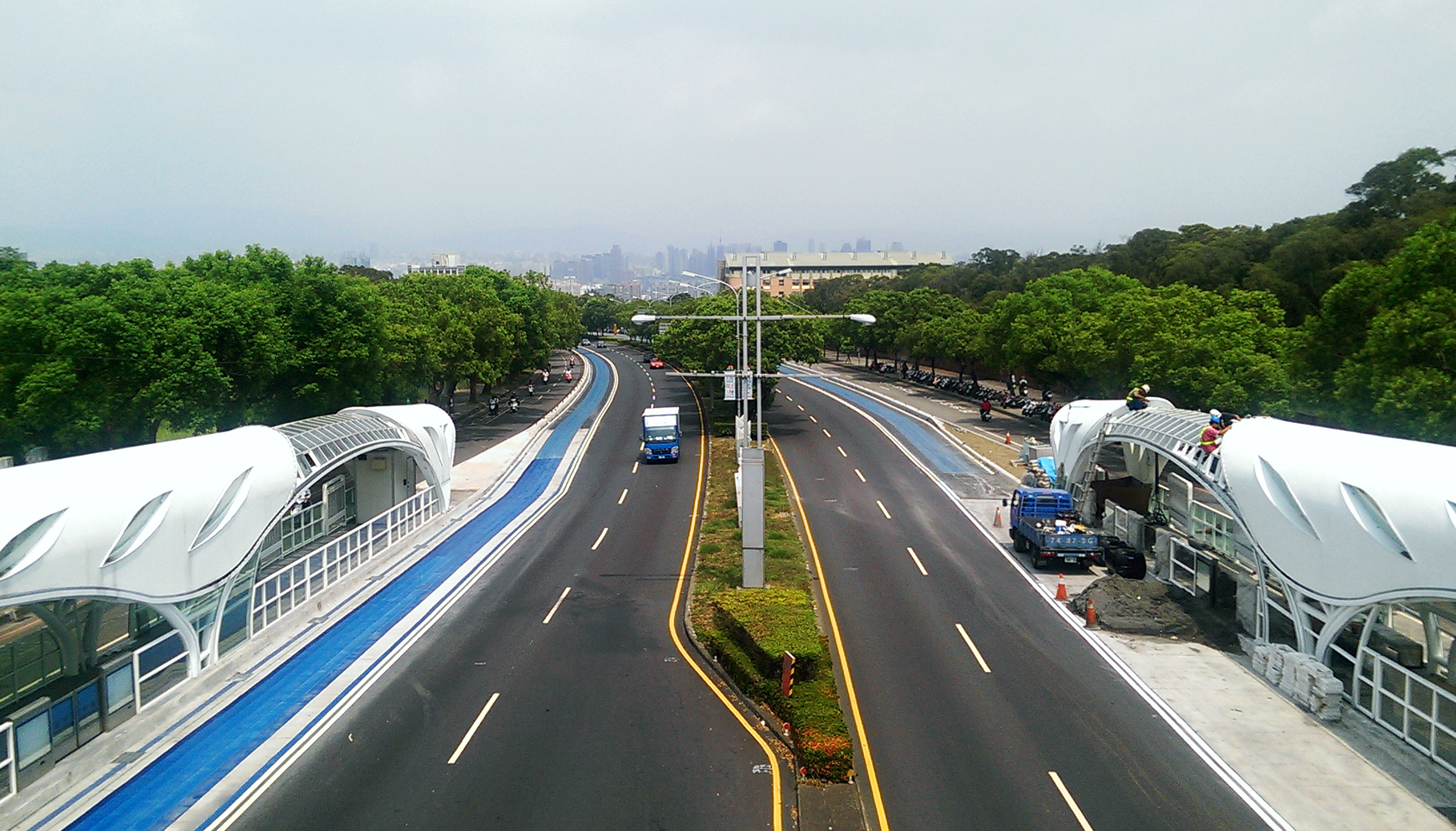
台湾・台中BRT藍線のバスレーン

- 台北市内の至る所にバス専用レーンが整備されている。
- 台中BRT藍線は茄苳脚駅から静宜大学駅までバス専用レーンがある。